# Quảng Phương
Quảng Phương là một xã thuộc huyện Quảng Trạch, tỉnh Quảng Bình, Việt Nam.

## Địa lý
Xã Quảng Phương nằm ở phía nam huyện Quảng Trạch, có vị trí địa lý:
- Phía đông giáp thị xã Ba Đồn và xã Quảng Hưng
- Phía bắc giáp xã Quảng Lưu
- Phía nam giáp thị xã Ba Đồn và các xã Quảng Thanh, Liên Trường
- Phía tây giáp xã Liên Trường.

Xã Quảng Phương có diện tích 23,97 km², dân số năm 2019 là 7.859 người, mật độ dân số đạt 328 người/km².
Xã là trung tâm huyện lỵ mới của huyện Quảng Trạch nằm trên địa bàn thôn Pháp Kệ.

## Hành chính
Xã Quảng Phương được chia thành 4 thôn: Hướng Phương, Pháp Kệ, Đông Dương, Tô Xá.